# مولیرو (بازیکن فوتبال)
خوزه مورالس بریگوئته (انگلیسی: Moleiro؛ زادهٔ ۳۰ مارس ۱۹۱۵) که بیشتر به مولیرو شهرت دارد، بازیکن فوتبال اهل اسپانیا است.
از باشگاه‌هایی که در آن بازی کرده‌است می‌توان به باشگاه فوتبال رئال مادرید اشاره کرد که بیشتر از ۱۰۰ بار برای این تیم به میدان رفته و موفق به ثبت آمار بیشتر از ۱۰ گل هم شده‌است.

## باشگاه‌ها
| باشگاه                 | کشور    | دوره زمانی |
| ---------------------- | ------- | ---------- |
| خیمناستیکا د کارابانچل | اسپانیا | ۱۹۳۰       |
| آر.سی.دی. کارابانچل    | اسپانیا | ۱۹۳۰–۱۹۳۵  |
| فروویاریا              | اسپانیا | ۱۹۳۵–۱۹۴۲  |
| رئال مادرید            | اسپانیا | ۱۹۴۲–۱۹۴۸  |
| پلاس اولترا            | اسپانیا | ۱۹۴۸–۱۹۵۲  |

## دوران ملی
او تنها یک بازی برای تیم ملی فوتبال اسپانیا در تساوی ۲–۲ با پرتغال در ۱۱ مارس ۱۹۴۵ انجام داد.